# Sarbissa
Sarbissa là một chi bướm đêm thuộc họ Noctuidae.

## Loài
- Sarbissa bostrychonota Tams, 1929